# Helius (Helius) setigerus
Helius (Helius) setigerus is een tweevleugelige uit de familie steltmuggen (Limoniidae). De soort komt voor in het Neotropisch gebied.